# Ponca (Nebraska)
Ponca település az Amerikai Egyesült Államok Nebraska államában, Dixon megyében, melynek megyeszékhelye is. Lakosainak száma 907 fő (2020. április 1.).

## Népesség
A település népességének változása:

| 2010 | 961 |
| 2020 | 907 |